# Ситковский, Евгений Петрович
Евгений Петрович Ситковский (1900—1989) — советский учёный-философ, доктор философских наук, профессор, специалист по истории философии и диалектической логике, подполковник. Участник Революции 1917 года, Гражданской войны и Великой Отечественной войны. Награждён орденами Красного Знамени, Отечественной войны I степени, Отечественной войны II степени, медалью «За отвагу», заслуженный деятель науки РСФСР.

## Биография
Родился Евгений Петрович 7 декабря 1900 года в деревне Зозово Винницкой области (ранее Подольской губернии). В городе Таганроге окончил гимназию, с 1921 года был на профсоюзной и партийной работе. Евгений Ситковский учился в Институте красной профессуры (руководитель: Иван Капитонович Луппол). Окончил Институт красной профессуры в 1933 году, затем работал в отделе пропаганды ЦК ВКП(б). В 1935 году Евгению Петровичу было присвоено почётное звание — профессор. Ситковский работал в журнале «Под знаменем марксизма», в начале Великой Отечественной войны был начальником кафедры философии ВПА. В 1942 году был политработником на фронте, в звании полковника командовал на Западном фронте. По фальшивой анонимке из-за знания иностранных языков (греческий, латинский, французский и немецкий) Евгений Петрович 19 сентября 1943 года был арестован. Приговорён 19 февраля 1944 года особым совещанием при НКВД СССР на десять лет ИТЛ с конфискацией личной библиотеки. В 1953 году Евгений Петрович Ситковский был освобождён, реабилитирован военной коллегией Верховного суда СССР 4 декабря 1954 года, Ситковскому полностью вернули почётное звание — профессор.
С 1953 года Евгений Петрович работал в журнале «Вопросы философии», в 1958—1962 годах был заведующим теоретическим отделом журнала «Проблемы мира и социализма», с 1962 года и вплоть до своей кончины в 1989 году работал профессором кафедры философии Академии общественных наук.

## Научная деятельность
Многие научные труды Е. П. Ситковского из-за ареста были уничтожены. Евгений Петрович Ситковский — автор учебника «Диалектический материализм» (в соавт.), ответственный редактор издания «Энциклопедии философских наук» Гегеля (в 3 т. М., 1975—1977) и предисловия к этому изданию под заглавием «Философская энциклопедия Гегеля». Ситковский — член редколлегии «Философской энциклопедии» в 5 томах (М., 1960—1970), является редактором тт. 1—3 «Науки логики» Гегеля (М., 1970—1972), автор предисловий к русскому изданию трудов Маркса, Канта, Фейербаха, Гельвеция, Робине. Также является автором научных работ, среди которых: «Социализм. Лозунг равенства и борьбы с уравниловкой» (1933), «Философия Ж.-Б.Робине» (1936), «Робине о природе» (1936), «Об основных чертах марксистского диалектического метода» (1939), «Категории марксистской диалектики» (1941), «Философские предшественники диалектического материализма: Гегель, Фейербах» (1941), «Материалистическая диалектика» (глава в учебнике) // Основы марксизма-ленинизма. М., 1959, «Принципы научной систематики категорий диалектической логики» (1964), «Задачи дальнейшей разработки и создания систематического курса марксистской диалектической логики» (1971), Философская энциклопедия Гегеля // Гегель. Энциклопедия философских наук. Т.1. М., 1974.
Профессор Е. П. Ситковский подготовил большое количество специалистов по истории философии, теории познания, диалектической логике и социальной философии.
Скончался Ситковский Евгений Петрович в Москве 22 декабря 1989 года.

## Награды
- Орден Красного Знамени,
- Отечественной войны I степени,
- Отечественной войны II степени,
- Медаль «За отвагу» (СССР),
- Заслуженный деятель науки РСФСР.